# Warrap (stad)
Warrap is een stad in Zuid-Soedan en is de hoofdplaats van de staat Warrap.
Over het aantal inwoners van Warrap zijn geen betrouwbare bronnen aanwezig. De stad herbergt een groot aantal vluchtelingen.